# ISO 3166-2:2010-02-03 corrigé
Pour un article plus général, voir ISO 3166-2.
Cet article résume le contenu du bulletin d’information obsolète ISO 3166-2:2010-02-03 corrigé (no II-1 du 3 février 2010, corrigé le 19 février 2010) qui mettait à jour la norme ISO 3166-2 dans sa version 2007 également obsolète.
Ces informations sont donc, à fin 2016, obsolètes. Il convient de se référer à la version du 15 novembre 2013 de la norme ISO 3166-2 (notée « ISO 3166-2:2013 ») et à ses bulletins de mise à jour successifs (cf. infra : sous-sections « Sources » et « Articles connexes »).

## Ajout du préfixe au premier niveau (pour mémoire)
6 pays :
- AL (Albanie)
- GN (Guinée)
- GW (Guinée-Bissau)
- IE (Irlande)
- KN (Saint-Kitts-et-Nevis)
- NP (Népal)

## Modification du nom du pays (pour mémoire)
2 pays :
- BO (Bolivie, État plurinational de)
- VE (Venezuela, république bolivarienne du)

## Données modifiées ou complétées (pour mémoire)
12 pays :
- CZ (Tchèque, République)
- ES (Espagne)
- FR (France)
- GR (Grèce)
- ID (Indonésie)
- IT (Italie)
- KP (Corée, république populaire démocratique de)
- LK (Sri Lanka)
- MA (Maroc)
- MH (Marshall, Îles)
- RS (Serbie)
- UG (Ouganda)

## Ajouts dans l'annexe C (pour mémoire)
Mise à jour de l'annexe C contenant la liste complète des langues utilisées dans les noms publiés dans l'ISO 3166 — 5 langues ajoutées, dont
- 2 langues codées dans l'ISO 639-1 :
  - le basque (eu) et
  - le galicien (gl) ;
- 3 langues non codées dans l’ISO 639-1 (seulement dans l'ISO 639-3) mais mentionnés sans codets dans l'ISO 3166 et ajoutées aux dénominations pour certains pays indiqués (codés ici dans ISO 3166-1) :
  - le gilbertin (en anglais Gilbertese), aux Kiribati (KI),
  - le comorien (ou komori ; en anglais Shikomor), dans l’union des Comores (KM) et
  - le tuvaluan (ou touvalouéen ; en anglais Tuvaluan), aux Tuvalu (TV).

## Sources et autres références
- www.iso.org Mises à jour de l'ISO 3166.
- (en + fr) www.iso.org ISO 3166-2 Bulletin Info-service no II-1 (corrigé et republié 2010-02-19) : changements dans la liste des noms de subdivisions et des codets.

1. ↑  ISO 3166-2:2013 sommaire seul à consulter en ligne